# 히카리가오카역
히카리가오키역(일본어: 光が丘駅, ひかりがおかえき)은 일본 도쿄도 네리마구 히카리가오카 2초메에 있는 철도역이다. 오에도 선의 종착역 기능을 하고 있으며, 역 번호는 E 38이다.

## 타는 곳
섬식 승강장 1면 2선 지하역, 출구는 5개가 있다.
| 1 | 도영 지하철 오에도 선 | 도초마에・롯폰기・다이몬 방면 (이다바시・료고쿠 방면은 도초마에역에서 환승)    |
| 2 | 도영 지하철 오에도 선 | 도초마에 · 롯폰기 · 다이몬 방면 (이다바시 · 료고쿠 방면은 도초마에역에서 환승) |

## 이용 현황
- 2008년도의 1일 평균 승차 인원 58,468명.

## 역 주변
- 히카리가오카
- 히카리가오카 공원
- 네리마 구청 히카리가오카 출장소
- 경시청 히카리가오카 경찰서
- 기바차량검수장

## 역사
- 1991년 12월 10일: 영업 개시.
- 2000년 4월 20일: 도영 12호선을 오에도 선으로 노선명 개칭.

## 인접역
| 도쿄 도 교통국 오에도 선          | 도쿄 도 교통국 오에도 선 | 도쿄 도 교통국 오에도 선 |
| --------------------------------- | ------------------------ | ------------------------ |
| E 37 네리마카스가초 도초마에 방면 | 오에도 선                | 시·종착역                |